# Kenny Perry
James Kenneth "Kenny" Perry (født 10. august 1960 i Elizabethtown, Kentucky, USA) er en amerikansk golfspiller. Han står (pr. september 2010) noteret for 14 sejre på PGA Touren. Hans bedste resultat i en Major-turnering er en 2. plads ved US PGA i 1996 samt en 2. plads ved US Masters i 2009 efter omspil. 
I 2004 og 2008 repræsenterede han det amerikanske hold ved Ryder Cuppen.

## Sejre på PGA-touren
- 1991: The Memorial Tournament
- 1994: New England Classic
- 1995: Bob Hope Chrysler Classic
- 2001: Buick Open
- 2003: Bank of America Colonial
- 2003: The Memorial Tournament
- 2003: Greater Milwaukee Open
- 2005: Bay Hill Invitational
- 2005: Bank of America Colonial
- 2008: The Memorial Tournament
- 2008: Buick Open
- 2008: John Deere Classic
- 2009: FBR Open
- 2009: Travelers Championship